# Ezerec (obwód Błagojewgrad)
Ezerec (bułg. Езерец) – dawna wieś w południowo-zachodniej Bułgarii, w obwodzie Błagojewgrad, w gminie Kresna. Według danych Narodowego Instytutu Statystycznego 31 grudnia 2011 roku wieś liczyła 5 mieszkańców. Od 6 listopada 2012 roku podlega administracyjnie pod obszar wsi Osztawa